# 特嫩蒂阿纳尼亚斯
特嫩蒂阿纳尼亚斯是巴西北大河州的一个市镇。总面积223.67平方公里，总人口11546人，人口密度51.6人/平方公里。